# أدلايفون (أرواح)
أدلايفون (بالإنجليزية: Adlivun)‏ في أساطير الإسكمو معنى الكلمة بلغة الإسكيمو (كندا والقطب الشمالي) “أولئك الذين تحتنا" أو أولئك الذين في العالم السفلي، أو العالم السفلي نفسه. والمكان هو موطن سدنا Sedna ربة البحر. وهنا يتطهر الموتى قبل أن يتابعوا رحلتهم إلى ديار القمر.